# Niemiecki Kościół Ewangelicko-Luterański Ukrainy

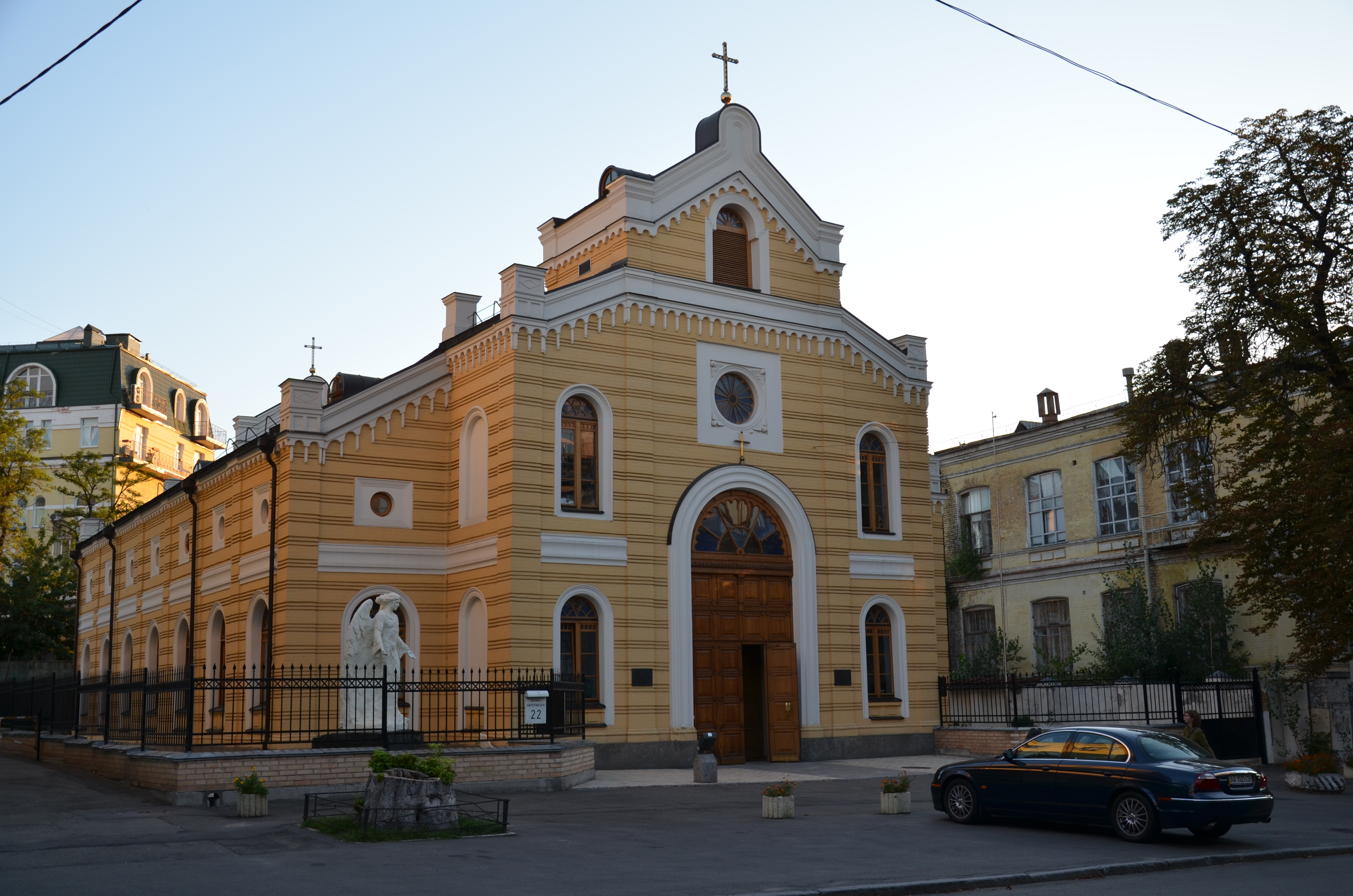
Kościół ewangelicki św. Katarzyny w Kijowie

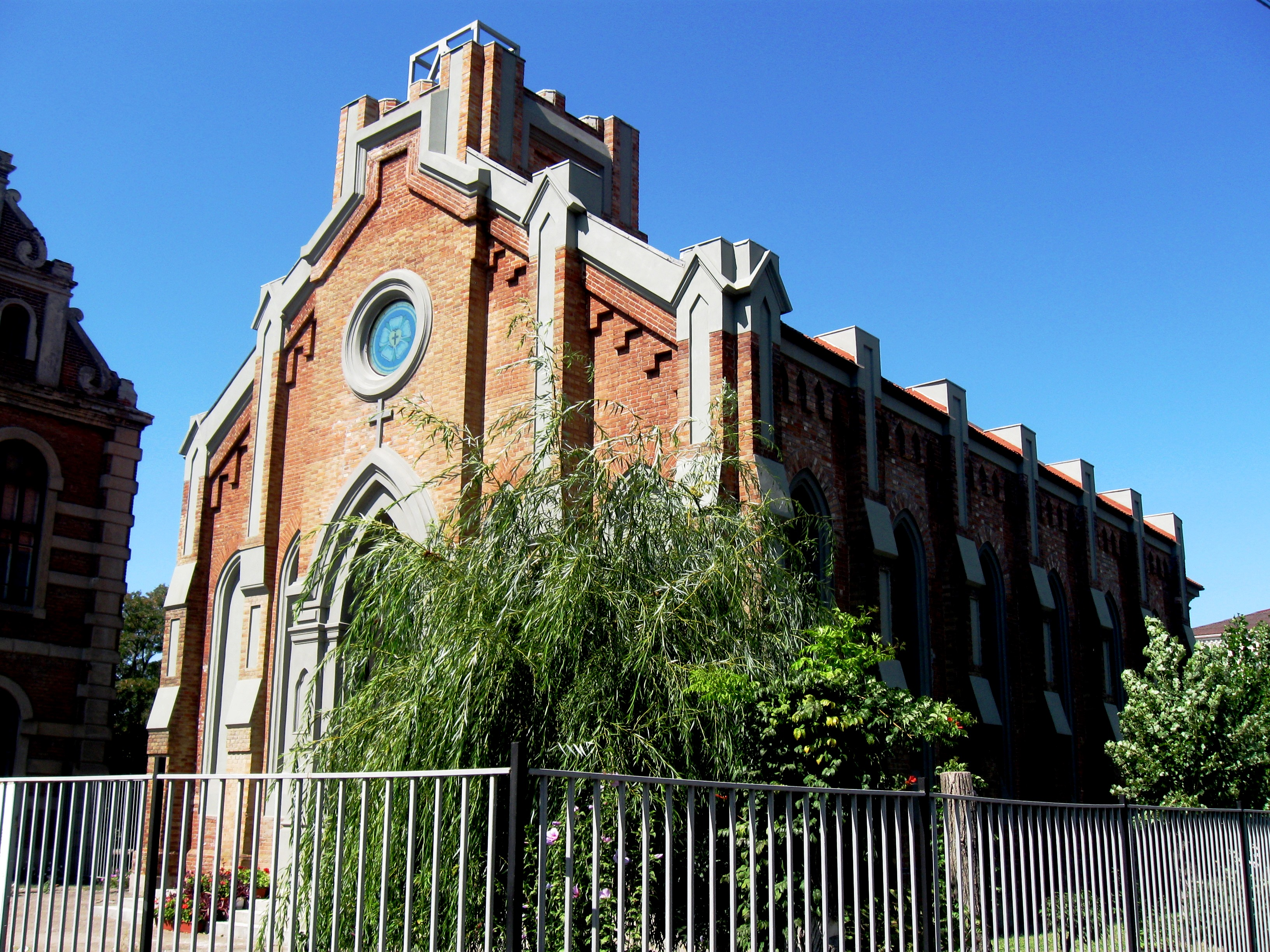
Kościół ewangelicki w Berdiańsku

Niemiecki Kościół Ewangelicko-Luterański Ukrainy (ros. Немецкая евангелическо-лютеранская церковь Украины, niem. Deutsche Evangelisch-Lutherische Kirche der Ukraine) – Kościół luterański na Ukrainie, członek Unii Kościołów Ewangelicko-Luterańskich w Rosji i Innych Państwach. Centrala kościoła znajduje się w Charkowie. Liczy 18 parafii, posiada też 4 parafie stowarzyszone wyznania ewangelicko-reformowanego.
Większość zborów kościoła położona jest we wschodniej i południowej części kraju. Czynności religijne prowadzone są w języku niemieckim, rosyjskim i ukraińskim. Kościół prowadzi szkoły niedzielne, konferencje, wykłady teologiczne, a także zajęcia katechetyczne dla dorosłych. Wspierany jest przez Kościół Ewangelicko-Luterański Bawarii.

## Historia
Kościół Ewangelicko-Luterański został założony w połowie XVIII wieku przez ewangelickich osadników sprowadzonych na terytorium obecnej Ukrainy przez carycę Katarzynę II. W 1767 powstał zbór w Kijowie, a pierwsze nabożeństwo ewangelickie w Odessie miało miejsce w 1801. W szczycie świetności odeski zbór liczył około 10 000 członków. Rozwój kościoła został zatrzymany w czasach ZSRR, kiedy jego działalności zakazano, a budynki kościelne zostały zamknięte, na skutek czego życie parafialne zamarło. Wielu wiernych zostało deportowanych na wschód Związku Radzieckiego, a duchownych zabito lub wysiedlono.
Do odrodzenia luteranizmu doszło dopiero po przemianach politycznych i upadku Związku Radzieckiego. W 1991 rozpoczęto organizację kościoła ewangelickiego, co stało się dzięki pomocy bratniego Kościoła Ewangelicko-Luterańskiego Bawarii. W 1992 w Kijowie został zwołany Synod założycielski, który ogłosił powstanie Niemieckiego Kościoła Ewangelicko-Luterański Ukrainy. Jego pierwszym superintendentem został Viktor Gräfenstein, pochodzący z Kazachstanu.
Siedzibą władz kościoła stała się Odessa. Po tym, jak tamtejszy kościół i sąsiadujący z nim budynek probostwa przeszły na własność kościoła, partnerzy niemieccy przystąpili do rekonstrukcji kompleksu. Prace w dawnym probostwie ukończono w 2002 i przekształcono je na siedzibę administracji kościoła oraz jego biskupa. Mieściło ono również kaplicę, w której rozpoczęto prowadzenie nabożeństw w języku niemieckim oraz rosyjskim. Kościół św. Pawła w Odessie został odbudowany w latach 2005-2010.
W 1996 w kościele doszło do rozłamu na tle kwestii ordynacji kobiet na księży. Sprzeciwiający się jej superintendent Viktor Gräfenstein w styczniu 1996 wystąpił z Niemieckiego Kościoła Ewangelicko-Luterańskiego Ukrainy, pociągając za sobą część członków parafii w Odessie. Później dołączyła do niego również część zborowników z Jałty i Mikołajowa. Powołał on osobny związek wyznaniowy, który początkowo przyjął nazwę Braterska Misja Ewangelicko-Luterańska (ros. Братская Евангелическо-Лютеранская Миссия), zmienioną później na Stowarzyszenie Braterskich Kościołów Ewangelicko-Luterańskich Ukrainy (ros. Объединение Братских Евангелическо-Лютеранских Церквей Украины), a w 2006 ostatecznie na Synod Kościołów Ewangelicko-Luterańskich Ukrainy (ros. Синод Евангелическо-Лютеранских Церквей Украины).
W latach 1995–1997 stanowisko zwierzchnika kościoła pełnił ks. Walter Klinger, a w okresie 1997-1999 – ks. Gerd Sander. W 1999 urząd superintendenta objął ks. Edmund Ratz.
Według stanu na 1 września 2000 kościół liczył 2372 oficjalnych członków, z czego około 1500 konfirmowanych. Razem z sympatykami skupiał około 4000 wiernych. Kościół posiadał 32 parafie, a kolejnych pięć było w trakcie organizacji. Do największych parafii należały zbory w Kijowie, Odessie, Charkowie i Dniepropietrowsku, każdy z nich liczył ponad 200 członków. Najmniejszymi jednostkami były parafie w Teodozji i Mariupolu, liczące po 10 wiernych.
We wrześniu 2000 przez Synod przyjęta zostało nowe prawo kościelne. Postanowiono o zachowaniu przymiotnika niemiecki w nazwie kościoła, potwierdzona została również przynależność DELKU jako kościoła regionalnego do Ewangelicko-Luterańskiego Kościoła w Rosji i Innych Krajach. Odrzucono ordynacja kobiet na księży, a stanowisko superintendenta zostało przemianowane na biskupa. Wobec tego 14 września 2000 arcybiskup Ewangelicko-Luterańskiego Kościoła w Rosji i Innych Krajach ks. Georg Kretzschmar dokonał wprowadzenia ks. Edmunda Ratza w urząd biskupa Niemieckiego Kościoła Ewangelicko-Luterańskiego Ukrainy. Stanowisko to pełnił do 2005, kiedy objął funkcję arcybiskupa Ewangelicko-Luterańskiego Kościoła w Rosji i Innych Krajach, a dodatkowo w 2007 został mianowany biskupem Ewangelicko-Luterańskiego Kościoła w Europejskiej Części Rosji.
W latach 2000–2002 utworzonych zostało 8 nowych parafii, wobec czego kościół w 2002 skupiał ich 40. W 2006 nowym biskupem został ks.  Georg Güntsch, pełniący urząd do 2009, który objął po nim ks. Uland Spahlinger, poprzednio proboszcz parafii w monachijskiej dzielnicy Kleinhadern. Do Niemieckiego Kościoła Ewangelicko-Luterańskiego Ukrainy należało w 2009 około 5000 wiernych skupionych w 35 zborach. Biskup Spahlinger sprawował tę funkcję do 2014, kiedy to został mianowany dziekanem w Dinkelsbühl. 
Podczas Synodu Kościoła 22 października 2013 dokonano wyboru nowego biskupa kościoła, którym został ks. Serge Maschewski, wprowadzony w urząd wiosną 2014.
W 2013 kościół liczył około 2000-2500 wiernych i 31 parafii. Następnie osiem z nich oddzieliło się na skutek aneksji Krymu przez Rosję, a kolejnych dziesięć (Aleksandria, Chersoń, Dniepr, Lwów, Łozowa, Łuck, Mikołajów, Odessa, Winnica, Żytomierz) – w efekcie rozłamu na tle działalności biskupa Maschewskiego.
W 2016 zostały nawiązane stosunki z ukraińskimi kościołami kalwińskimi zrzeszonymi w  Konfederacji Ewangelicznych Kościołów Reformowanych: Kościołem Chrystusa Zbawiciela i Kościołem „Boże Przymierze” w Równem, Kościołem św. Trójcy w Iwano-Frankiwsku i Kościołem św. Andrzeja w Podhajczykach. Wspólnoty te początkowo wyznawały baptyzm reformowany, a z biegiem czasu przyjęły klasyczny kalwinizm. Dzięki prowadzonej współpracy ukazana została bliskość stanowisk teologicznych między reformowanymi kościołami a Kościołem Ewangelicko-Luterańskim, co umożliwiło wprowadzenie interkomunii i wspólnoty ambony, opartej na Konkordii Leuenberskiej. Od 2018 rozpoczęła się dyskusja na temat sposobu integracji zborów Konfederacji Ewangelicznych Kościołów Reformowanych i luterańskich. Corocznie miały miejsce wspólne konferencje, na których omawiane były formy unifikacji, umożliwiające zachowanie tradycji i tożsamości obu stron.
30 listopada 2019 wprowadzony w urząd został nowy biskup kościoła, ks. Pawło Szwarc.
W 2019 Niemiecki Kościół Ewangelicko-Luterański skupiał około 750 wiernych. W 2021 powróciły do niego parafie w Aleksandrii i Odessie.
Na początku 2022 do kościoła należało około 1000 wiernych, natomiast dalsze 160 osób skupionych było w parafiach stowarzyszonych wyznania kalwińskiego. Po inwazji Rosji na Ukrainę w lutym tego roku część członków kościoła została ewakuowana do Ukrainy Zachodniej, gdzie we wspólną pomoc humanitarną zaangażowały się zbory Konfederacji Ewangelicznych Kościołów Reformowanych. Wierni wyjechali również między innymi do Niemiec i Polski.
Na 2022 planowane było posiedzenie Synodu, na którym cztery stowarzyszone z DELKU wspólnoty reformowane miały być przyjęte w skład kościoła. Miał on przejąć nad nimi administrację i opiekę duszpasterską, a także zajmować się ich kwestiami edukacyjnymi i kontaktami międzynarodowymi. Jednocześnie zbory te miały nadal być częścią struktur międzynarodowych  Konfederacji Ewangelicznych Kościołów Reformowanych. Z powodu eskalacji konfliktu rosyjsko-ukraińskiego do zwołania Synodu nie doszło, wobec czego wspólnota obu konfesji została wdrożona nieformalnie.
14 czerwca 2022 Niemiecki Kościół Ewangelicko-Luterański Ukrainy został przyjęty jako samodzielny członek do Światowej Federacji Luterańskiej (zamiast członkostwa jako składowa Unii Kościołów Ewangelicko-Luterańskich w Rosji i Innych Państwach). Było to możliwe dzięki prowadzonym w 2019 konsultacjom pomiędzy poszczególnymi członkami Unii Kościołów Ewangelicko-Luterańskich, w wyniku których w październiku 2019 rada biskupów Unii postanowiła, że każdy z kościołów wchodzących w jej skład może ubiegać się o wejście do Światowej Federacji Luterańskiej jako niezależny członek, umożliwiając im bezpośrednią reprezentację na arenie międzynarodowej bez wychodzenia ze struktur Unii.

### Kryzys kościelny
W latach 2013–2018 funkcję biskupa Kościoła pełnił pochodzący z Kazachstanu Niemiec Serge Maschewski. W czasie kadencji biskupa Maschewskiego doszło wewnątrz Kościoła do kryzysu. Biskupowi wykazano brak transparentności w zarządzaniu finansami Kościoła i liczne przypadki łamania przepisów kościelnych, do których należało, m.in. niedopuszczanie do udziału w obradach synodu opozycyjnych wobec biskupa delegatów. Podczas synodu, który odbył się 9 października 2018 roku odwołano biskupa Maschewskiego z pełnionej przez niego funkcji i powołano na okres jednego roku tymczasowego zwierzchnika Kościoła ks. Pawło Szwarca z parafii w Charkowie, w charakterze biskupa-wizytatora. Wówczas od kościoła oddzieliło się 10 parafii liczących razem 250 członków, które poparły Maschewskiego, a ten nawiązał kontakty z Kościołem Luterańskim Synodu Missouri, nienależącym do Światowej Federacji Luterańskiej. 30 listopada 2019 w Kijowie ks. Pawło Szwarc został wprowadzony w urząd biskupa Niemieckiego Kościoła Ewangelicko-Luterańskiego Ukrainy.

## Wiara
Niemiecki Kościół Ewangelicko-Luterański Ukrainy uznaje Pismo Święte Starego i Nowego Testamentu jako jedyne, nieomylne źródło nauczania Kościoła. Uznaje apostolskie, nicejskie i atanazjańskie wyznanie wiary, a także uważa Wyznanie augsburskie oraz Mały katechizm Marcina Lutra za prawdziwą i czystą interpretację Słowa Bożego.
Do pozostałych uznanych ksiąg wyznaniowych kościół zalicza Obronę Wyznania augsburskiego, Artykuły szmalkaldzkie, Duży katechizm Marcina Lutra, Formułę zgody, Traktat o władzy i prymacie papieża, O niewolnej woli oraz Konkordię Leuenberską.

## Parafie kościoła
Do kościoła należy 18 parafii. Biskup Kościoła rezyduje przy parafii w Charkowie.
| - parafia w Aleksandrii - parafia Zbawiciela w Berdiańsku - parafia Przemienienia Pańskiego w Białej Cerkwi - parafia Wniebowstąpienia w Charkowie - parafia w Doniecku - parafia św. Katarzyny w Kijowie - parafia św. Marcina w Kijowie - filiał w Andriejewce (rejon makarowski) - parafia w Krzemieńczuku - parafia Trójcy Świętej w Krzywym Rogu | - parafia w Nowohradkiwce - parafia św. Pawła w Odessie - parafia św. Piotra w Petrodołynśke - parafia „Zgoda“ w Połtawie - parafia „Zbawienie“ w Szostce - parafia w Winnicy - parafia w Zaporożu - parafia świętych Piotra i Pawła w Zmijewce (obwód chersoński) - parafia w Żytomierzu |

Z kościołem stowarzyszone są również cztery kościoły (parafie) ewangelicko-reformowane, będące częścią Konfederacji Ewangelicznych Kościołów Reformowanych. W 2022 miały one formalnie wejść w skład Niemieckiego Kościoła Ewangelicko-Luterańskiego Ukrainy, jednak przyjęcie tego aktu przez Synod zostało uniemożliwione przez inwazję Rosji na Ukrainę. Należą do nich:
- Kościół św. Trójcy w Iwano-Frankiwsku
- Kościół św. Andrzeja w Podhajczykach
- Kościół „Boże Przymierze” w Równem
- Kościół Chrystusa Zbawiciela w Równem

## Współpraca z innymi wyznaniami
Niemiecki Kościół Ewangelicko-Luterański Ukrainy działa wspólnie z kościołem greckokatolickim w projekcie Pojednanie. Prowadzi również współpracę z kościołem rzymskokatolickim oraz prawosławnym, a także z różnymi denominacjami protestanckimi. Kościół posiada swojego przedstawiciela w ramach Wszechukraińskiej Rady Kościołów i Organizacji Religijnych.